# Macrocera buskettina
Macrocera buskettina är en tvåvingeart som beskrevs av Chandler och Gatt 2000. Macrocera buskettina ingår i släktet Macrocera och familjen platthornsmyggor.
Artens utbredningsområde är Malta. Inga underarter finns listade i Catalogue of Life.